# Neudacine, Kazanka
Neudacine (în ucraineană Неудачне) este un sat în comuna Kașîrivka din raionul Kazanka, regiunea Mîkolaiiv, Ucraina.

## Demografie
Componența lingvistică a localității Neudacine
     Ucraineană (98,13%)
     Rusă (1,87%)
Conform recensământului din 2001, majoritatea populației localității Neudacine era vorbitoare de ucraineană (98,13%), existând în minoritate și vorbitori de rusă (1,87%).